# سیارک ۵۴۹۰
سیارک ۵۴۹۰ (به انگلیسی: 5490 Burbidge، نامگذاری:2019P-L) پنج هزار و چهارصد و نودمین سیارک کشف شده‌است که در ۲۴ سپتامبر ۱۹۶۰ کشف شد.
قدر مطلق سیارک برابر ۱۳٫۶۰ است.